# Amphiura
Amphiura is een geslacht van slangsterren, en het typegeslacht van de familie Amphiuridae.

## Soorten
Ondergeslacht Amphiura
- Amphiura abbreviata Koehler, 1905
- Amphiura abyssorum Norman, in Jeffreys, 1876
- Amphiura acacia Lyman, 1879
- Amphiura accedens Koehler, 1910
- Amphiura acrisia H.L. Clark, 1938
- Amphiura acutisquama A.M. Clark, 1952
- Amphiura agitata Koehler, 1904
- Amphiura alba Mortensen, 1924
- Amphiura albella Mortensen, 1933
- Amphiura algida Koehler, 1911
- Amphiura ambigua Koehler, 1905
- Amphiura amokurae Mortensen, 1924
- Amphiura angularis Lyman, 1879
- Amphiura annulifera Mortensen, 1924
- Amphiura anomala Lyman, 1875
- Amphiura antarctica Studer, 1876
- Amphiura arcystata H.L. Clark, 1911
- Amphiura argentea Lyman, 1879
- Amphiura aster Farquhar, 1901
- Amphiura atlantica Ljungman, 1867
- Amphiura atlantidea Madsen, 1970
- † Amphiura badensis Küpper, 1954
- Amphiura belgicae Koehler, 1900
- Amphiura bellis Lyman, 1879
- Amphiura benthica Castillo-Alárcon, 1968
- Amphiura beringiana Baranova, 1955
- Amphiura bidentata Clark, 1938
- Amphiura bihamula H.L. Clark, 1900
- Amphiura borealis (Sars G.O., 1871)
- Amphiura bountyia Devaney, 1974
- Amphiura brachyactis Clark, 1938
- Amphiura brevipes Lütken & Mortensen, 1899
- Amphiura brevispina Marktanner-Turneretscher, 1887
- Amphiura calbuca Mortensen, 1952
- Amphiura callida Albuquerque, Campos-Creasey & Guille, 2001
- Amphiura canadensis Verrill, 1899
- Amphiura candida Ljungman, 1867
- Amphiura caparti Cherbonnier, 1962
- Amphiura capensis Ljungman, 1867
- Amphiura carchara H.L. Clark, 1911
- Amphiura catephes Clark, 1938
- Amphiura celata Koehler, 1905
- Amphiura changi Liao, 2004
- Amphiura cherbonnieri Guille, 1972
- Amphiura chiajei Forbes, 1843
- Amphiura clausadae Cherbonnier & Guille, 1978
- Amphiura coacta Koehler, 1905
- Amphiura commutata Koehler, 1922
- Amphiura complanata Ljungman, 1867
- Amphiura concinna Koehler, 1904
- Amphiura concolor Lyman, 1879
- Amphiura constricta Lyman, 1879
- Amphiura corona Cherbonnier & Guille, 1978
- Amphiura correcta Koehler, 1907
- Amphiura crassipes Ljungman, 1867
- † Amphiura cretacea Spencer, 1907
- Amphiura crispa Mortensen, 1940
- Amphiura crossota Murakami, 1943
- Amphiura crypta H.L. Clark, 1939
- Amphiura dacunhae Mortensen, 1936
- Amphiura dawbini (Fell, 1952)
- Amphiura deficiens Koehler, 1922
- Amphiura deichmannae Tommasi, 1965
- Amphiura dejecta Koehler, 1922
- Amphiura dejectoides H.L. Clark, 1939
- Amphiura delamarei Cherbonnier, 1958
- Amphiura demissa Koehler, 1922
- Amphiura diacritica Clark, 1938
- Amphiura diastata McClendon, 1909
- Amphiura diducta Koehler, 1914
- Amphiura digitula (H.L. Clark, 1911)
- Amphiura dino A.H. Clark, 1949
- Amphiura diomedeae Lütken & Mortensen, 1899
- Amphiura divaricata Ljungman, 1867
- Amphiura dolia Clark, 1938
- Amphiura duncani Lyman, 1882
- Amphiura elandiformis A.M. Clark, 1966
- Amphiura eugeniae Ljungman, 1867
- Amphiura eugenioides Clark, 1939
- Amphiura euopla Clark, 1911
- Amphiura exigua Verrill, 1899
- Amphiura fasciata Mortensen, 1940
- Amphiura fibulata Koehler, 1914
- Amphiura ficta Koehler, 1910
- Amphiura filiformis (O.F. Müller, 1776) - Draadarmige slangster
- Amphiura flexuosa Ljungman, 1867
- Amphiura fragilis Verrill, 1885
- † Amphiura gigantiformis Küpper, 1954
- Amphiura glabra Lyman, 1879
- Amphiura goniodes H.L. Clark, 1915
- Amphiura grandisquama Lyman, 1869
- Amphiura griegi Mortensen, 1920
- Amphiura gymnogastra Lütken & Mortensen, 1899
- Amphiura gymnopora Lütken & Mortensen, 1899
- Amphiura heraldica Fell, 1952
- Amphiura hilaris Koehler, 1904
- Amphiura hinemoae Mortensen, 1924
- Amphiura immira Ely, 1942
- Amphiura incana Lyman, 1879
- Amphiura inepta Djakonov, 1954
- Amphiura instans Koehler, 1905
- Amphiura iraciae Tommasi & Oliveira, 1976
- Amphiura iridoides Matsumoto, 1917
- Amphiura joubini Koehler, 1912
- Amphiura kandai Murakami, 1942
- Amphiura kinbergi Ljungman, 1872
- Amphiura koreae Duncan, 1879
- Amphiura kuekenthali Koehler, 1913
- Amphiura lacazei Guille, 1976
- Amphiura lanceolata Lyman, 1879
- Amphiura latispina Ljungman, 1867
- Amphiura latisquama Mortensen, 1924
- Amphiura lepidevaspis Djakonov, 1935
- Amphiura leptobrachia Murakami, 1942
- Amphiura leptodoma H.L. Clark, 1911
- Amphiura leptotata H.L. Clark, 1915
- Amphiura leucaspis H.L. Clark, 1938
- Amphiura linearis Mortensen, 1933
- Amphiura lorioli (Koehler, 1897)
- Amphiura lunaris Lyman, 1878
- Amphiura lymani Studer, 1885
- Amphiura macraspis Murakami, 1942
- Amphiura macroscytalia Murakami, 1943
- Amphiura madecassae Cherbonnier & Guille, 1978
- Amphiura magellanica Ljungman, 1867
- Amphiura magnisquama H.L. Clark, 1938
- Amphiura marionensis Bernasconi, 1968
- Amphiura maxima Lyman, 1879
- Amphiura mediterranea Lyman, 1882
- Amphiura megalaspis H.L. Clark, 1939
- Amphiura megapoma Murakami, 1942
- Amphiura micra H.L. Clark, 1938
- Amphiura micraspis H.L. Clark, 1911
- Amphiura microdiscoida H.L. Clark, 1915
- Amphiura microplax Mortensen, 1936
- Amphiura microsoma H.L. Clark, 1915
- Amphiura modesta Studer, 1882
- Amphiura monorima Mortensen, 1936
- Amphiura morosa Koehler, 1905
- Amphiura muelleri Marktanner-Turneretscher, 1887
- Amphiura multiremula H.L. Clark, 1938
- Amphiura multispina H.L. Clark, 1915
- Amphiura nannodes H.L. Clark, 1938
- Amphiura nociva Koehler, 1904
- Amphiura otteri Ljungman, 1872
- Amphiura pachybactra Murakami, 1942
- Amphiura palmeri Lyman, 1882
- Amphiura papillata Lütken & Mortensen, 1899
- Amphiura perita Koehler, 1905
- Amphiura perplexus (Stimpson, 1855)
- † Amphiura plana Kutscher & Jagt, 2000
- Amphiura plantei Cherbonnier & Guille, 1978
- Amphiura poecila H.L. Clark, 1915
- Amphiura polyacantha Lütken & Mortensen, 1899
- Amphiura praefecta Koehler, 1907
- Amphiura princeps Koehler, 1907
- Amphiura proposita Koehler, 1922
- Amphiura protecta Hertz, 1926
- Amphiura psilopora Clark, 1911
- Amphiura ptena Clark, 1938
- Amphiura pusilla Farquhar, 1897
- Amphiura rathbuni Koehler, 1914
- Amphiura reloncavii Mortensen, 1952
- Amphiura retusa Djakonov, 1954
- Amphiura richardi Koehler, 1896
- Amphiura rosae Tommasi & Oliveira, 1976
- Amphiura rosea Farquhar, 1894
- † Amphiura sanctaecrucis Arnold, 1908
- Amphiura sarsi Ljungman, 1872
- Amphiura semiermis Lyman, 1869
- Amphiura seminuda Lütken & Mortensen, 1899
- Amphiura senegalensis Madsen, 1970
- Amphiura septemspinosa H.L. Clark, 1915
- Amphiura serpentina Lütken & Mortensen, 1899
- Amphiura simonsi A.M. Clark, 1952
- Amphiura spinipes Mortensen, 1924
- Amphiura stepanovi Djakonov, 1954
- Amphiura stictacantha H.L. Clark, 1938
- Amphiura stimpsoni Lütken, 1859
- Amphiura sundevalli (Müller & Troschel, 1842)
- Amphiura syntaracha H.L. Clark, 1915
- Amphiura tomentosa Lyman, 1879
- Amphiura trachydisca H.L. Clark, 1911
- Amphiura triaina Djakonov, 1954
- Amphiura trisacantha H.L. Clark, 1928
- Amphiura tritonis Hoyle, 1884
- Amphiura tumulosa Djakonov, 1954
- Amphiura tutanekai Baker, 1974
- Amphiura uncinata Koehler, 1904
- Amphiura ungulata Madsen, 1970
- Amphiura ushakovi Djakonov, 1954
- Amphiura velox Koehler, 1910
- Amphiura verticillata Ljungman, 1867

Ondergeslacht Fellaria
- Amphiura africana (J.B. Balinsky, 1957)
- Amphiura ecnomiotata H.L. Clark, 1911
- Amphiura heptacantha (Mortensen, 1940)
- Amphiura liui Liao, 2004
- Amphiura octacantha (H.L. Clark, 1915)
- Amphiura sinicola Matsumoto, 1941
- Amphiura vadicola Matsumoto, 1915

Ondergeslacht Ophionema
- Amphiura hexacantha Nielsen, 1932
- Amphiura intricata Lütken, 1869

Ondergeslacht Ophiopeltis
- Amphiura aestuarii Matsumoto, 1915
- Amphiura dikellacantha Baker, 1974
- Amphiura hexactis (Mortensen, 1940)
- Amphiura parviscutata A.M. Clark, 1966
- Amphiura phalerata (Lyman, 1874)
- Amphiura securigera (Düben & Koren, 1846)
- Amphiura tenuis (H.L. Clark, 1938)